# Indische Hockeynationalmannschaft der Herren

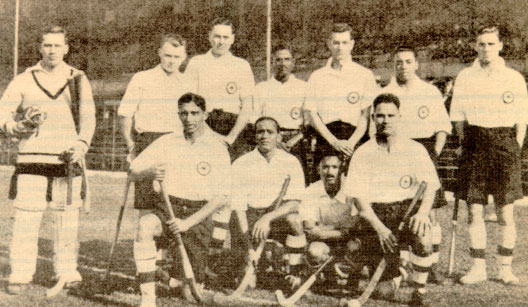
Die indische Auswahl bei den Olympischen Sommerspielen 1928

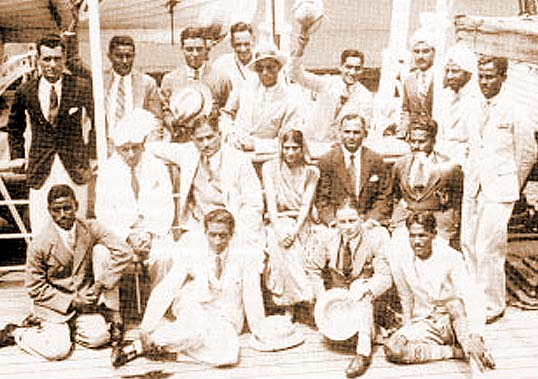
Die indische Olympiaauswahl auf dem Weg zu den Sommerspielen 1932

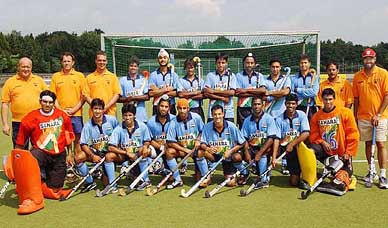
Die indische Hockeynationalmannschaft im Dezember 2009

Die indische Hockeynationalmannschaft der Herren vertritt Indien bei internationalen Hockeyturnieren. Bis Ende der 1960er Jahre war sie die weltweit dominante Hockeynationalmannschaft. Auch in der Folgezeit gehörten die indischen Herren zu den weltbesten Mannschaften. Bei den Olympischen Spielen gewann sie achtmal die Goldmedaille.
Aktuell (Juni 2025) steht die Nationalmannschaft in der Weltrangliste auf dem Feld auf Rang 8.

## Platzierungen
Die folgende Tabelle gibt einen Überblick über das Abschneiden der indischen Herren bei den vier wichtigsten Hockeyturnieren. Zeitlich sind jeweils vier Jahre zu einer Periode zusammengefasst, die mit dem Jahr der Olympischen Spiele endet.
| Periode   | Asienmeisterschaft | Champions Trophy | Weltmeisterschaften | Olympische Spiele  |
| --------- | ------------------ | ---------------- | ------------------- | ------------------ |
| 1924–1928 |                    |                  |                     | Gold               |
| 1929–1932 |                    |                  |                     | Gold               |
| 1933–1936 |                    |                  |                     | Gold               |
| 1937–1940 |                    |                  |                     |                    |
| 1941–1944 |                    |                  |                     |                    |
| 1945–1948 |                    |                  |                     | Gold               |
| 1949–1952 |                    |                  |                     | Gold               |
| 1953–1956 |                    |                  |                     | Gold               |
| 1957–1960 |                    |                  |                     | Silber             |
| 1961–1964 |                    |                  |                     | Gold               |
| 1965–1968 |                    |                  |                     | Bronze             |
| 1969–1972 |                    |                  | Bronze              | Bronze             |
| 1973–1976 |                    |                  | Silber              | 7. Platz           |
| 1973–1976 | Gold               |                  |                     | 7. Platz           |
| 1977–1980 |                    | 5. Platz         | 6. Platz            | Gold               |
| 1981–1984 | Silber             | 3. Platz         | 5. Platz            | 5. Platz           |
| 1981–1984 | Silber             | 4. Platz         | 5. Platz            | 5. Platz           |
| 1985–1988 | Silber             |                  | 12. Platz           | 6. Platz           |
| 1989–1992 | Silber             | 6. Platz         | 10. Platz           | 7. Platz           |
| 1993–1996 | Silber             | 5. Platz         | 5. Platz            | 8. Platz           |
| 1993–1996 | Silber             | 4. Platz         | 5. Platz            | 8. Platz           |
| 1997–2000 | Bronze             |                  | 9. Platz            | 7. Platz           |
| 2001–2004 | Gold               | 4. Platz         | 10. Platz           | 7. Platz           |
| 2001–2004 | Gold               | 4. Platz         | 10. Platz           | 7. Platz           |
| 2001–2004 | Gold               | 4. Platz         | 10. Platz           | 7. Platz           |
| 2005–2008 | Gold               | 6. Platz         | 11. Platz           | nicht qualifiziert |
| 2009–2012 | 5. Platz           | 4. Platz         | 8. Platz            | 12. Platz          |
| 2013–2016 |                    | 4. Platz         |                     | 8. Platz           |
| 2017–2021 |                    |                  | 6. Platz            | Bronze             |
| 2022–2024 |                    |                  | 9. Platz            | Bronze             |

## Bekannte Nationalspieler
- Dhyan Chand